# Luke Kipkosgei
Luke Kipkosgei (né le 27 novembre 1975 à Iten) est un athlète kényan, spécialiste du 3 000 et du 5 000 mètres. 

## Biographie

### Palmarès
| Date | Compétition                            | Lieu       | Résultat | Épreuve                   | Performance    |
| ---- | -------------------------------------- | ---------- | -------- | ------------------------- | -------------- |
| 1998 | Goodwill Games                         | Uniondale  | 1er      | 5 000 m                   | 13 min 20 s 27 |
| 1998 | Finale du Grand Prix IAAF              | Moscou     | 2e       | 3 000 m                   | 7 min 50 s 87  |
| 2000 | Finale du Grand Prix IAAF              | Doha       | 1er      | 3 000 m                   | 7 min 46 s 21  |
| 2001 | Goodwill Games                         | Brisbane   | 2e       | 5 000 m                   | 15 min 26 s 61 |
| 2001 | Finale du Grand Prix IAAF              | Melbourne  | 3e       | 3 000 m                   | 7 min 57 s 39  |
| 2002 | Championnats du monde de cross-country | Dublin     | 2e       | Cross court - Individuel  | 12 min 18 s    |
| 2002 | Championnats du monde de cross-country | Dublin     | 1er      | Cross court - Par équipes | 20 pts         |
| 2003 | Championnats du monde en salle         | Birmingham | 3e       | 3 000 m                   | 7 min 42 s 56  |

### Records
| Épreuve      | Épreuve      | Performance    | Lieu      | Date            |
| ------------ | ------------ | -------------- | --------- | --------------- |
| 3 000 mètres | En plein air | 7 min 27 s 59  | Monaco    | 8 août 1998     |
| 3 000 mètres | En salle     | 7 min 38 s 77  | Stuttgart | 3 février 2002  |
| 5 000 mètres | En plein air | 12 min 56 s 50 | Oslo      | 28 juillet 2000 |